# تشاينا ميفيل
تشينا توم ميفيل (بالإنجليزية: China Tom Miéville)‏، من مواليد 6 سبتمبر 1972، مؤلف الخيال العلمي الإنجليزي، والكاتب الهزلي، والناشط السياسي والأكاديمي. غالباً ما يصف عمله بأنه ذو طابع خيالي غريب وهو ضمن حركة الكتّاب المسماة بـ (غريبي الأطوار الجدد).
فاز ميفيل بالعديد من الجوائز، بما في ذلك جائزة آرثر سي كلارك (ثلاث مرات)، وجائزة الخيال البريطاني (مرتين)، وجائزة لوكوس لأفضل رواية فانتازيا (أربع مرات) وأفضل رواية خيال علمي، كما حصل علي جائزة لوكوس لأفضل رواية وأفضل كتب للشباب الصغار، بالإضافة إلى جوائز هوجو وجائزة الفانتازية العالمية. كما تلقت أعماله العديد من الترشيحات.
يعتبر ميفيل ناشط يساري في المملكة المتحدة وكان في السابق عضوا في المنظمة الدولية الاشتراكية (بالولايات المتحدة)، والشبكة الاشتراكية الدولية التي لم تدم طويلا. كان في السابق عضوًا في حزب العمال الاشتراكي وفي عام 2013 أصبح عضوًا مؤسسًا في الوحدة اليسارية. جضر في ريجينتس بارك وكينزينغتون الشمالية كممثل لـالتحالف الاشتراكي في الانتخابات العامة للمملكة المتحدة عام 2001، حيث حصل على 1.2٪ من الأصوات. كانت رسالة الدكتوراه الخاصة به حول الماركسية والقانون الدولي، ونشرها في كتاب. خلال الفترة ما بين 2012-2013، كان كاتبًا مقيمًا في جامعة روزفلت في شيكاغو. أصبح زميلا في الجمعية الملكية للآداب في عام 2015.

## النشأة
ولد ميفيل في نورويتش، وترعرع في ويلسدين، شمال غرب لندن، وعاش في هذه المدينة منذ الطفولة المبكرة. نشأ مع شقيقته جيميما والدته كلوديا، وهي مترجمة وكاتبة ومعلمة. انفصل والداه بعد ولادته بقليل، وقال إنه «لم يعرف أبداً» أباه. بحث والداه في القاموس عن اسم جميل، واستقروا علي تسميته تشينا. بحكم ولادته في مدينة نيويورك، فإن ميفيل يحمل الجنسية الأمريكية والبريطانية معاً.

## تعليمه
درس ميفيل في مدرسة أوكهام لمدة عامين، وهي مدرسة مستقلة للتعليم المختلط في أوكهام (ماساتشوستس)، روتلاند. في سن الثامنة عشرة، وفي عام 1990، قام بتدريس اللغة الإنجليزية لمدة عام في مصر، حيث كان لديه اهتمام بالثقافة العربية والسياسة الشرق أوسطية.
درس ميفيل للحصول على درجة البكالوريوس في الأنثروبولوجيا الاجتماعية في كلية كلير ، كامبريدج، وتخرج في عام 1994، وحصل على درجة الماجستير ودرجة الدكتوراه في العلاقات الدولية من كلية لندن للاقتصاد في عام 2001. حصل ميفيل أيضًا علي زمالة فرانك نوكس التذكارية في جامعة هارفارد. بعد أن أصبح غير راضٍ عن قدرة نظريات ما بعد الحداثة على تفسير التاريخ والأحداث السياسية، أصبح ميفيل ماركسيًا في الجامعة. نُشرت نسخة من رسالته، بعنوان «بين حقوق متساوية: نظرية ماركسية للقانون الدولي»، في المملكة المتحدة في عام 2005 من قبل دار بريل للنشر في سلسلة «المادية التاريخية» الخاصة بهم، وفي الولايات المتحدة في عام 2006.

## التأثيرات الأدبية
قال ميفيل أنه يخطط لكتابة رواية في كل نوع. وتحقيقاً لهذه الغاية، قام ببناء عالم من أنماط متعددة تتراوح ما بين الكلاسيكية الأمريكية الغربية (في "مجلس الحديد") إلى البحث البحري (في "الندبة) إلى نوير المحقق (في المدينة).
وعلي الرغم من أن أعمال مييفيل تصف جميع العوالم أو السيناريوهات الخيالية أو الخارقة للطبيعة، فإنه تم تصنيف أعماله كخيال علمي و"سريالية حضرية". قام ميفيل بإدراج كلاً من إم جون هاريسون، وميشيل دي لاباريتي، ومايكل موركوك، وتوماس إم ديشش، وتشارلز ويليامز، وتيم باورز، وجيمس غراهام بالارد كـ"أبطال" في الأدب. وقد ناقش أيضا في كثير من الأحيان تأثره بكلاً من هوارد فيليبس لافكرافت، وميرفين بيك، وأورسولا لي جوين، وجين وولف. وقد قال إنه يود أن تتم قراءة رواياته عن "مدينة جديدة متخيله" في كروبوزون الجديدة مثلما يفعل إيان سنكلير في لندن. "
كان ميفيل يلعب كثيراً لعبة «سجون وتنانين» وألعاب مشابهة لها في شبابه. ويعزو ميفيل ميله إلى نظام السحر والتقنية لهذه الألعاب والتأثر بها. في روايته «محطة شارع بيرديدو»، فإنه يشير إلى الشخصيات المهتمة«فقط بالذهب والخبرة». وقد فسر العدد الصادر في شباط / فبراير 2007 من  مجلة التنينالعالم الإفتراضي المعروض في كتبه وفقًا لقواعد سجون وتنانين .

يعمل ميفيل لنقل الخيال بعيداً عن تأثير جون ر. تولكين، الذي يمثل بالنسبة له التزوير والرجعية ذاتها. أقر ميفيل أن ثلاثية Michael de Larrabeiti هي أجد العوامل الم}ثرة في كتاباته. وكتب ميفيل مقدمة عن الثلاثية عام 2002، إلا أنه تم استبعاد المقدمة من الكتاب، ولكنها متاحة الآن على موقع لارابيتي.

## السياسة
كان ميفيل في السابق عضواً في المنظمة الدولية الاشتراكية بالولايات المتحدة وحتى 13 مارس 2013، وكان أيضاً عضواً في حزب العمال الاشتراكي بالمملكة المتحدة. فشل في مجلس العموم في الانتخابات العامة في المملكة المتحدة، 2001 كمرشح للتحالف الاشتراكي، حيث حصل على 459 صوتًا فقط، أي بنسبة 1.2٪، في ريجينتس بارك وكينزينغتون الشمالية.
في يناير عام 2013، ظهر كمنتقد لقيادة حزب الشعب السويسري واستقال في مارس، نتيجة تعامل القيادة مع ادعاءات الاغتصاب ضد أحد أعضاء الحزب.
في أغسطس 2013، كان مييفيل واحدًا من تسعة موقِّعين (إلى جانب زميله الروائي السابق مايكل روزن، وصانع الأفلام المخضرم والاشتراكي كين لوتش، والأكاديمي جلبير الأشقر، والأمين العام لـ حملة نزع السلاح النووي كيت هدسون) علي رسالة مفتوحة إلى صحيفة الجارديان تعلن عن تأسيس «حزب جديد من اليسار»، ليتم تسميته بالوحدة اليسارية.

## ببليوجرافيا

### الروايات

#### سلسلة باس لاج
- Perdido Street Station (2000)
- The Scar (novel)|The Scar (2002)
- Iron Council (2004)

#### روايات منفردة
- King Rat (1998) (ردمك 978-0312890735)
- Un Lun Dun (2007) ISBN|978-0230015869}}
- The City & the City (2009) (ردمك 978-1405000178)
- Kraken (2010) (ردمك 978-0333989500)
- Embassytown (2011) (ردمك 978-0230750760)
- Railsea (2012) (ردمك 978-0230765108)

#### قصص قصيرة
- The Tain (2002)
- This Census-Taker (2016)
- The Last Days of New Paris (2016) (ردمك 978-0345543998)

#### مجمة عات قصصية
- Looking for Jake (2005)
- The Apology Chapbook (2013)
- Three Moments of an Explosion: Stories (2015)

#### كتب مصورة للأطفال
- The Worst Breakfast (2016), co-written and illustrated by Zak Smith

#### كتب هزلية
- Hellblazer (1988) – No. 250 "Holiday Special": "Snow Had Fallen"
- فرقة العدالة (2011) – #23.3 "Dial E #1: Dial Q for Qued"
- Dial H (2012–2013)

### أعمال غير روائية

#### الكتب
- Between Equal Rights: A Marxist Theory of International Law (2005). (ردمك 1-931859-33-7)
- Red Planets: Marxism and Science Fiction (2009), with Mark Bould. Middletown, Conn.: Wesleyan University Press.
- Pathfinder Roleplaying Game|Pathfinder Chronicles: Guide to the River Kingdoms (2010), with Elaine Cunningham, Chris Pramas, and Steve Kenson. Paizo Publishing.
- October: The Story of the Russian Revolution (2017). Verso.

#### مقالات
- "London's Overthrow" (2011).[28] Reprinted in a shorter version as "Oh, London, You Drama Queen", The New York Times Magazine 2012-03-01: 42.
- "Preface to a Book not yet Written nor Disavowed" (2015). China Miéville: Critical Essays, eds. Caroline Edwards and Tony Venezia.

## الاقتباسات
- في عام 2006، قصته القصيرة "Details" تم اقتباسها كسيناريو من قبل دان كاي، وبعد ذلك اخذت من قبل استوديو باراماونت فانتايج.[29]
- في شباط / فبراير 2013، تم اقتباس رواية المدينة والمدينة، حيث كتبها كريستوفر م. والش وإخرجها دوروثي ميلن، وتم العرض العالمي الأول في شيكاغو، إلينوي. وحضر ميفيل في 16 مارس 2013 العرض الأول.
- في آب / أغسطس 2015، تم اقتباس رواية المدينة والمدينة في التلفزيون علي بي بي سي.[30]

## الجوائز والتكريمات

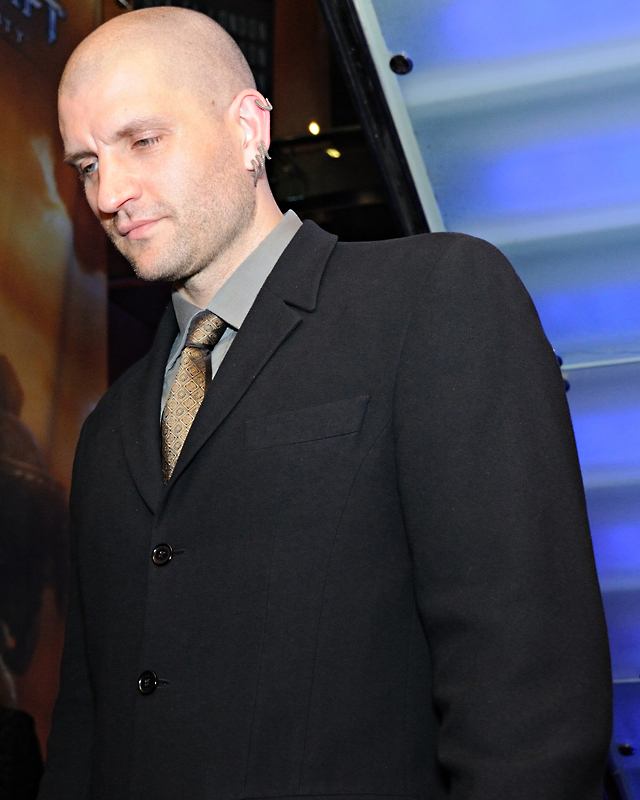
ميفيل يفوز بجائزة آرثر سي كلارك عام 2010

- روايته الأولى،  King Rat (1998)، رشح لجائزة برام ستوكر.
- Perdido Street Station فازت بجائزة آرثر سي كلارك عام 2001، [31] وفي عام 2001 جائزة الفانتازيا البريطانية.[32]
- The Scar فازت بجائزة الفانتازيا البريطانية 2003،[33] وفي عام 2003 جائزة لوكوس كأفضل رواية فانتازيا، [34]
- Iron Council فازت عام 2005 بجائزة آرثر سي كلارك[35] وفي عام 2005 جائزة لوكوس كأفضل رواية خيال، كما تم ترشيحه لنيل جائزة هوغو.
- "Reports of Certain Events in London"، رشحت عام 2005 لجائزة الفانتازيا العالمية، وجائزة لوكوس كأفضل رواية قصيرة.
- Un Lun Dun فازت عام 2008 بجائزة لوكوس كأفضل كتاب للشباب.
- كان ضيف شرف في عدة مؤتمرات للخيال العلمي، بما في ذلك المؤتمر الوطني البريطاني للخيال العلمي 2008 في لندن.
- The City & the City فازت عام 2010 بجائزة آرثر سي كلارك، وجائزة هوجو.[36][37][38]
- Embassytown رشحت عام 2012 لجائزة هوغو لأفضل رواية.[39]

## مزيد من القراءة
- Sandra K. Rankin؛ University of Arkansas (2009). China Mieville and the Misbegot: Monsters, Magic, and Marxism. ProQuest. ISBN:978-1-109-20301-1. مؤرشف من الأصل في 2020-03-27. اطلع عليه بتاريخ 2011-12-18.
- Głaz، Adam (2015). "Reversals and Paradoxes". Extrapolation. ج. 56 ع. 3: 335–352. DOI:10.3828/extr.2015.18. ISSN:0014-5483. مؤرشف من الأصل في 2019-12-15. اطلع عليه بتاريخ 2016-01-28.
- Spinrad, Norman (أبريل–مايو 2013). "Doors to anywhere". On Books. Asimov's Science Fiction. ج. 37 ع. 4&5: 183–191. Reviews Railsea.
- Tony Venezia، المحرر (2015). China Miéville: Critical Essays. Gylphi Limited. ISBN:1780240279. مؤرشف من الأصل في 2018-10-24. اطلع عليه بتاريخ 2017-10-24. {{استشهاد بكتاب}}: الوسيط |editor1= مفقود (مساعدة)

## وصلات خارجية
- تشاينا ميفيل على موقع ميوزك برينز (الإنجليزية)
- "Rejectamentalist Manifesto" Blog by China Miéville.
- قالب:British council
- تشاينا ميفيل  على قاعدة بيانات الخيال التأملي على الإنترنت
- China Miéville على  قائمة كتب الإنترنت
- In a Carapace of Light: A Conversation with China Miéville at Clarkesworld Magazine